# Star Trek: First Contact (soundtrack)
Star Trek: First Contact is de originele soundtrack, gecomponeerd en gedirigeerd door Jerry Goldsmith voor de film Star Trek: First Contact uit 1996 van Jonathan Frakes. Het album werd uitgebracht op 2 december 1996 door GNP Crescendo Records.
First Contact is Goldsmith zijn derde Star Trek-film na The Motion Picture (1979) en The Final Frontier (1989). De film is gebaseerd op de televisieserie The Next Generation en de achtste Star Trek-film in totaal. Goldsmith componeerde en nam de meeste cues op in een korte tijdspanne met hulp van zijn zoon Joel Goldsmith, die op zijn beurt een paar cues en extra muziek had geschreven op basis van de motieven van zijn vader.
Op 2 april 2012 kondigde GNP Crescendo Records een gelimiteerde collector's cd aan, geperst tot 10.000 exemplaren. Het bevat de volledige filmmuziek van Jerry Goldsmith met aanvullende muziek van zijn zoon Joel, onlangs geremasterd door geluidstechnicus Bruce Botnick, met een bijbehorend boekje van 16 pagina's met informatieve notities van Jeff Bond en John Takis.

## Tracklijst
Alle muziek is geschreven door Jerry Goldsmith, tenzij anders aangegeven.

| 1.                 | Main Title / Locutus (geschreven door Jerry Goldsmith en Joel Goldsmith (aanvullende muziek), bevat "Theme from Star Trek" van Alexander Courage) | 4:17 |
| 2.                 | Red Alert | 2:13 |
| 3.                 | Temporal Wake | 2:07 |
| 4.                 | Welcome Aboard | 2:40 |
| 5.                 | Fully Functional | 3:18 |
| 6.                 | Retreat (geschreven door Joel Goldsmith) | 3:59 |
| 7.                 | Evacuate | 2:19 |
| 8.                 | 39.1 Degrees Celsius (geschreven door Joel Goldsmith)                                                                                             | 4:44 |
| 9.                 | The Dish | 7:05 |
| 10.                | First Contact | 5:52 |
| 11.                | End Credits (bevat "Theme from Star Trek" van Alexander Courage)                                                                                  | 5:24 |
| 12.                | Magic Carpet Ride – Steppenwolf (geschreven door John Kay en Rushton Moreve)                                                                      | 4:25 |
| 13.                | Ooby Dooby – Roy Orbison (geschreven door Dick Penner en Wade Moore)                                                                              | 2:22 |
| Totale duur: 50:45 | |      |

### Uitgebreide uitgave (GNP Crescendo Records, 2012)
| 1.                 | Main Title/Locutus (geschreven door Jerry Goldsmith en Joel Goldsmith (aanvullende muziek), bevat "Theme from Star Trek" van Alexander Courage) | 4:16 |
| 2.                 | How Many Ships | 0:28 |
| 3.                 | Battle Watch (geschreven door Joel Goldsmith)                                                                                                   | 1:10 |
| 4.                 | Red Alert | 2:13 |
| 5.                 | Temporal Wake | 2:07 |
| 6.                 | Shields Down | 1:45 |
| 7.                 | The Phoenix (geschreven door Joel Goldsmith) | 1:00 |
| 8.                 | They're Here (geschreven door Joel Goldsmith)                                                                                                   | 0:25 |
| 9.                 | 39.1 Degrees Celsius (geschreven door Joel Goldsmith)                                                                                           | 4:45 |
| 10.                | Search for the Borg (geschreven door Joel Goldsmith)                                                                                            | 1:50 |
| 11.                | Retreat (geschreven door Joel Goldsmith) | 3:59 |
| 12.                | No Success | 1:31 |
| 13.                | Borg Montage (geschreven door Joel Goldsmith)                                                                                                   | 1:02 |
| 14.                | Welcome Aboard | 2:40 |
| 15.                | Stimulation | 1:04 |
| 16.                | Smorgasborg (geschreven door Joel Goldsmith) | 1:28 |
| 17.                | Getting Ready | 1:33 |
| 18.                | Fully Functional | 3:19 |
| 19.                | The Dish | 7:06 |
| 20.                | Objection Noted | 1:54 |
| 21.                | Not Again | 2:41 |
| 22.                | Evacuate | 2:20 |
| 23.                | New Orders/All the Time | 3:49 |
| 24.                | Flight of the Phoenix (geschreven door Joel Goldsmith)                                                                                          | 6:20 |
| 25.                | First Contact | 6:00 |
| 26.                | End Credits (geschreven door Jerry Goldsmith, bevat "Theme from Star Trek" van Alexander Courage)                                               | 5:26 |
| 27.                | The Phoenix (alternate) (geschreven door Joel Goldsmith)                                                                                        | 1:07 |
| 28.                | Borg Montage (alternate) | 1:17 |
| 29.                | Main Title (geschreven door Jerry Goldsmith, bevat "Theme from Star Trek" van Alexander Courage)                                                | 2:54 |
| Totale duur: 77:29 | |      |